# Veneto
Veneto (hivatalosan: Regione di Veneto; IPA: [ˈvɛːneto]) régió Olaszország északi részén, amely elsősorban gazdag kulturális örökségéről, kézműves hagyományairól (pl. üvegfúvás, csipkekészítés) és kiváló boraikról, különösen a proseccóról híres. Emellett a régió változatos természeti adottságai – mint a Dolomitok, az Adriai-tenger partvidéke és a termálforrások. 18 391 km²-es területével Olaszország nyolcadik legnagyobb régiója, ezzel az ország területének mintegy 6,1%-át fedi le. Közel 4,8 millió fős lakosságával pedig az ország ötödik legnépesebb része, ezzel az Olaszország népességének 8,27%-ával rendelkezik. Népsűrűsége az országos felett van.
Nyugatról Lombardia, északról Trentino-Alto Adige (Südtirol), keletről Friuli-Venezia Giulia és az Adriai-tenger, délről pedig Emilia-Romagna határolja. Székhelye "az Adria királynőjének" is nevezett Velence, amely elsősorban egyedi csatornarendszeréről, gondoláiról és a lagúnákra épült városszerkezetéről híres. Emellett világhírű a Szent Márk tér, a Dózse-palota, a velencei karnevál és a finom üvegáruk, különösen a Murano-szigeten készültek. De nevezetesebb települései közé tartozik a Rómeó és Júlia városaként ismert Verona, amely híres a római kori arénájáról, ahol ma is operaelőadásokat tartanak, valamint középkori hangulatú utcáiról, Padova, melynek egyeteme az egyik legrégebbi Európában, Giotto freskói és a Szent Antal-bazilika teszik különlegessé, illetve Vicenza, amely a reneszánsz építészet mestere, Andrea Palladio munkái miatt UNESCO Világörökségi helyszín.
Észak-Olaszországban helyezkedik el, északon az Alpok, délen pedig az Adriai-tenger határolja. Területe rendkívül változatos: az északi részen magashegységek találhatók, köztük a Dolomitok, amelyek az UNESCO világörökség részét képezik. A középső vidék dombos, míg a déli és keleti részeken kiterjedt síkságok húzódnak, ahol a Pó és mellékágai is áthaladnak. A régió keleti részén található a Velencei-lagúna, amely különleges ökoszisztémát alkot. Veneto éghajlata szintén változatos: az alpesi térségekben hegyvidéki, a síkvidéken kontinentális, míg a tengerparton enyhe, mediterrán jellegű. A régió gazdag vízrajzában tavak, folyók és termálforrások is szerepelnek. A sokféle táj és éghajlat hozzájárul a változatos mezőgazdasághoz és turizmushoz.
Történelme gazdag és sokszínű, már az ókorban is fontos szerepet játszott. A térséget eredetileg a venetók lakták, majd a Római Birodalom része lett, ahol jelentős kereskedelmi és katonai szerepet töltött be. A birodalom bukása után a területet különféle népek hódították meg, majd a középkorban Velence városa fokozatosan tengeri nagyhatalommá vált. A Velencei Köztársaság évszázadokon át uralta a régiót, és meghatározó szerepet játszott a Földközi-tenger térségében, különösen a kereskedelem, a művészet és a diplomácia terén. A köztársaság 1797-ben bukott meg Napóleon hódításai nyomán, majd Veneto az Osztrák Császárság fennhatósága alá került. Végül 1866-ban csatlakozott az egységes Olaszországhoz.

## Nevének eredete
Neve az ókori venetók (latinul: Veneti) népének nevéből származik, akik az i. e. 1. évezredben telepedtek le a térségben. A venetók indoeurópai eredetű népcsoport voltak, és a mai Veneto keleti részén éltek, különösen a mai Padova és Velence környékén. A Római Birodalom idején a területet Venetia et Histria néven tartották számon, amely később rövidült le Venetóra.

## Földrajz

### Fekvése
Határai: nyugaton Lombardia és Trentino-Alto Adige, északkeleten Friuli-Venezia Giulia, délen pedig Emilia-Romagna régiók, míg északon Ausztria (Tirol és Karintia tartomány).
Természetes határát délről a Pó-folyó, nyugatról a Garda-tó keleti partja jelenti, északon a Dolomitok és a Karni-Alpok, keleten az Elő-Alpok illetve a Livenza és a Tagliamento-folyó biztosítja.

### Felszíne
A régió 56%-a síkság, 14%-a dombvidék, 30%-a hegység.
A terület morfológiailag – beleértve az Adria-parti területet, a Pó-síkságot és az Alpokat – meglehetősen összetett. Venetóban - tájegységeit, gazdaságát és népességi összetételét figyelembe véve - 4 kisebb szubrégió ismerhető fel:
- Legészakabbra Belluno hegyes vidéke szociális és gazdasági viszonyait tekintve alpesi jellegű: gyér népesség, szerény mezőgazdaság, gyenge iparosodás, sok fontos kis hétvégi és sportturisztikai helység.
- Veneto középső területe – az Előalpok és a síkság között - Treviso, Padova, Vicenza és Verona megyék. A régió legvitálisabb és leggazdagabb vidéke, virágzó mezőgazdasággal, szolid kereskedelemmel és iparral, ősi kisvárosokkal, a történelem és kultúra illusztris személyiségeivel.
- Veneto keleti része az Adige (Etsch) és a Pó folyók területe. A keleti és tengerparti vidék lagúnás partokkal. Legjelentősebb tájegysége a Velencei-lagúna, melynek központjában Velence helyezkedik el.
- A régió hegységi (alpesi és előalpesi) zónája nem túl kiterjedt, a terület mintegy 30%-ának felel meg, de meglehetősen változatos táj völgyekkel, fennsíkokkal, sziklás masszívumokkal, erdőségekkel.

### Földrajzi tájegységei
Hegyvidékei
Az alpesi terület a Karni-Alpok (Karnische Alpen / Alpe Carniche) nyugati zónája, melynek legmagasabb pontja a Pfannspitze (Vanscuro-csúcs, 2678 m) és a Dolomitok délkeleti vidéke, ahol az Alpok több neves és gyönyörű hegye emelkedik, mint a legmagasabb Marmolada (la Marmolada, 3342 m), a Tofanák (le Tofane), a Civetta-hegy (il monte Civetta) – mindegyike meghaladja a 3200 méteres magasságot. A hegyvidéki részből külön kiemelhető Resia (Résia).
Dombvidékei
A Venetói-Alpok az Előalpok vidéke felé alacsonyabbá válik, 700-2200 méteres tengerszint feletti területekkel, morfológiailag változatos tájakkal a Garda-tóig (lago di Garda) és a Piave-folyóig. Hegységei: az Asiago, a Lessini-hegység (monti Lessini), s sziklás masszívumok, mint a Grappa s a Monte Baldo. A dombos vidék behatárolt, kiemelkedik belőle Eugenai-dombság (Padova megye) (colli Euganei) és a Berici–hegység Vicenza megyében (monti Berici).
Síkságai
Veneto területének 56,5%-a sík vidék, magához a közigazgatási egység területéhez képest egyetlen más régió sem rendelkezik ilyen kiterjedt síksággal. Folyóvizekben gazdag. Érdemes megemlíteni a lagúnarendszert, mely behálózza a régió tengerparti részét kb. 200 km-nyi területen, lassan mélyülő, homokos partokkal. Különös fontosságú a Velencei lagúna (la laguna di Venezia), melynek vízszabályozása a Velencei Köztársaság idejéből származik. Másik kiemelkedő parti szisztémája a Pó-delta, a tengerbe ömlő csatornák összetett rendszere.

### Vízrajza
- Folyók és csatornák:

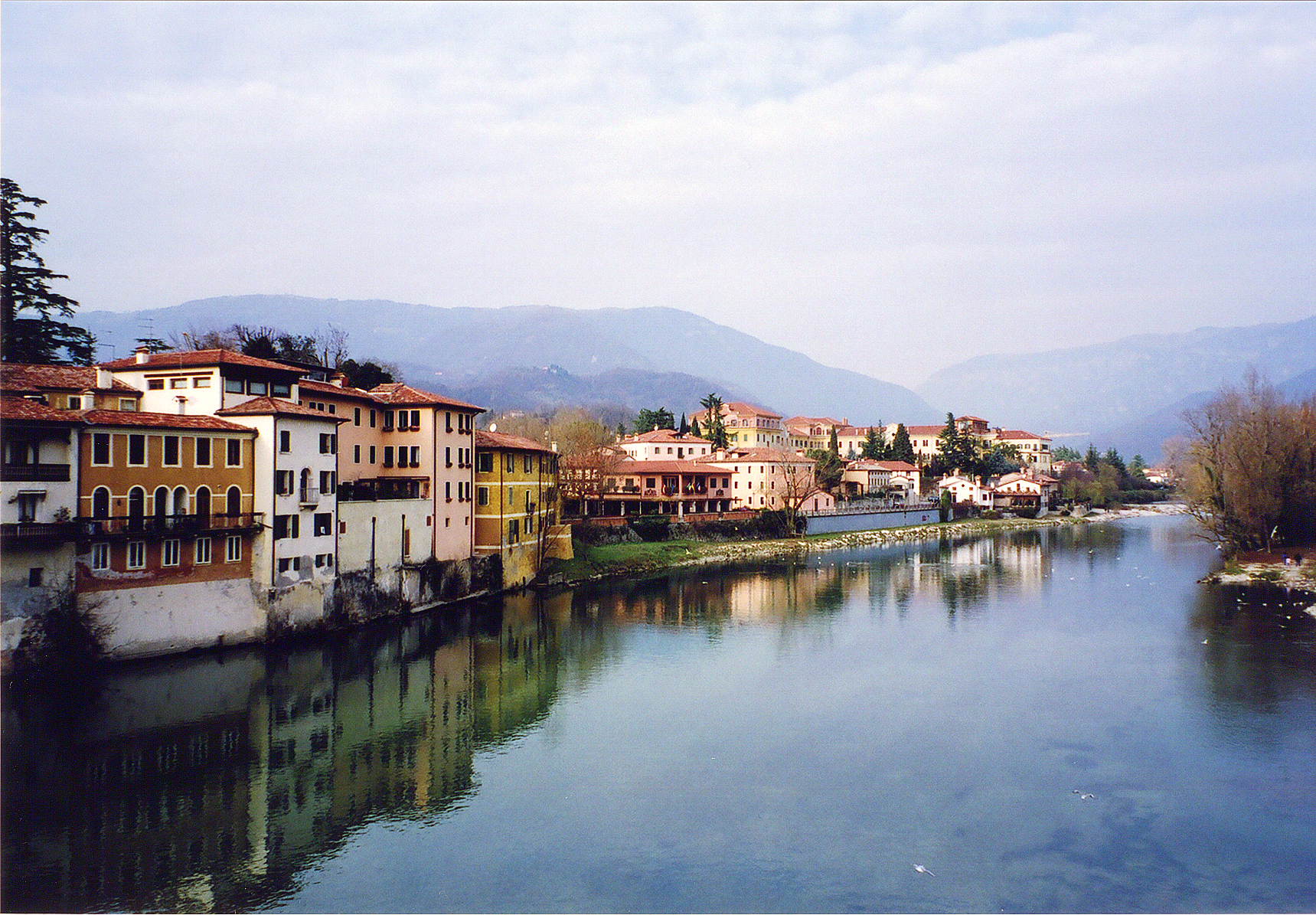
Bassano del Grappa folyója, a Brenta

A folyók és csatornák egy része áthalad az egész venetói sík vidéken. Ellentétben a piemonti és lombardiai folyókkal, a venetói folyóvizek függetlenek a Pó folyótól, mivel közvetlenül a tengerbe ömlenek. A legfontosabb az Adige, Olaszország második leghosszabb folyója (410 km). További jelentős folyóvizei: a Brenta (160 km), a Piave (220 km, Veneto legnagyobb belső folyója), a Bacchiglione (118 km, Vicenza folyója), a Sile (95 km, Treviso folyója) és a Livenza (112 km).
- Tavak:

Legnagyobb taván, a Garda-tón Veneto, Lombardia és Trentino-Dél-Tirol régiók osztoznak. Emellett Veneto régióban számos kis alpesi tó található, mint a Cadore és az Agordino völgyek tavai, az Alleghei-tó, az Auronzói-tó, a Pievei-tó, a Misurina-tó (Belluno megye), a Revine tavai (Treviso megye), a Santa Maria-tó, a Lago-tó s a bellunói tavak: a Santa Croce-tó, az Arsié-tó s a Lago de Mis.

### Természetvédelmi területei
Nemzeti parkok (parchi nazionali):
- Bellunói Dolomitok Nemzeti Park (Parco Nazionale Dolomiti Bellunesi)
- Stelvio Nemzeti Park (Parco Nazionale dello Stelvio)

Regionális parkok (parchi regionali):
- Lessiniai Regionális Park (Parco Regionale della Lessinia)
- Sile folyó Regionális Park (Parco Regionale del Fiume Sile)
- Ampezzói Dolomitok Természeti Park (Parco Naturale delle Dolomiti d'Ampezzo)
- Paneveggio és Pale di San Martino Természeti Park (Parco Naturale Paneveggio e Pale di San Martino)
- Pó-delta Természeti Park (Parco Naturale del Delta del Po)
- Friuli-Dolomitok Természeti Park (Parco Naturale Dolomiti Friulane)
- Júliai-Előalpok Park (Parco delle Prealpi Giulie)
- Euganei-dombság Regionális Természeti Park (Parco Naturale Regionale dei Colli Euganei)
- Adamello-Brenta Természeti Park (Parco Naturale Adamello-Brenta)
- Comitato per il Parco Interregionale del Cansiglio
- Fanes-Braies-Sennes Természeti Park (Parco Naturale Fanes-Braies-Sennes)
- Minciói Regionális Park (Parco Regionale del Mincio)
- Sciliar-Catinaccio Természeti Park (Parco Naturale Sciliar-Catinaccio)
- Puez-Odle Természeti Park (Parco Naturale Puez-Odle)
- Sexteni-Dolomitok Természeti Park (Parco Naturale delle Dolomiti di Sesto)

## Története
Veneto nevét a venétek ősi népcsoportjáról kapta, kiket a rómaiak az i. e. 2. században hódítottak meg s létrehozták Aquileia kolóniát. Később a terület barbár betörések célpontjává vált. Csak a 10. században alakultak ki fontosabb városok s később szabad kommunák. A 15. században a Velencei Köztársaság kiterjesztette hatalmát a környékbeli területek nagy részére. 1797-től osztrák uralom alá került, 1805–1814 között a francia csatlós Itáliai Királyság (1805–1814), majd 1866-ig a Habsburg Birodalomhoz tartozó Lombard–Velencei Királyság része volt, 1866-ban az egyesült Olasz Királyság részévé vált. A második világháború után közigazgatásilag két részre osztották, Veneto és Udine néven. Ez utóbbiból alakult ki a mai Friuli-Venezia Giulia régió. Veneto jelenlegi határai között 1947 óta létezik.

## Közigazgatás

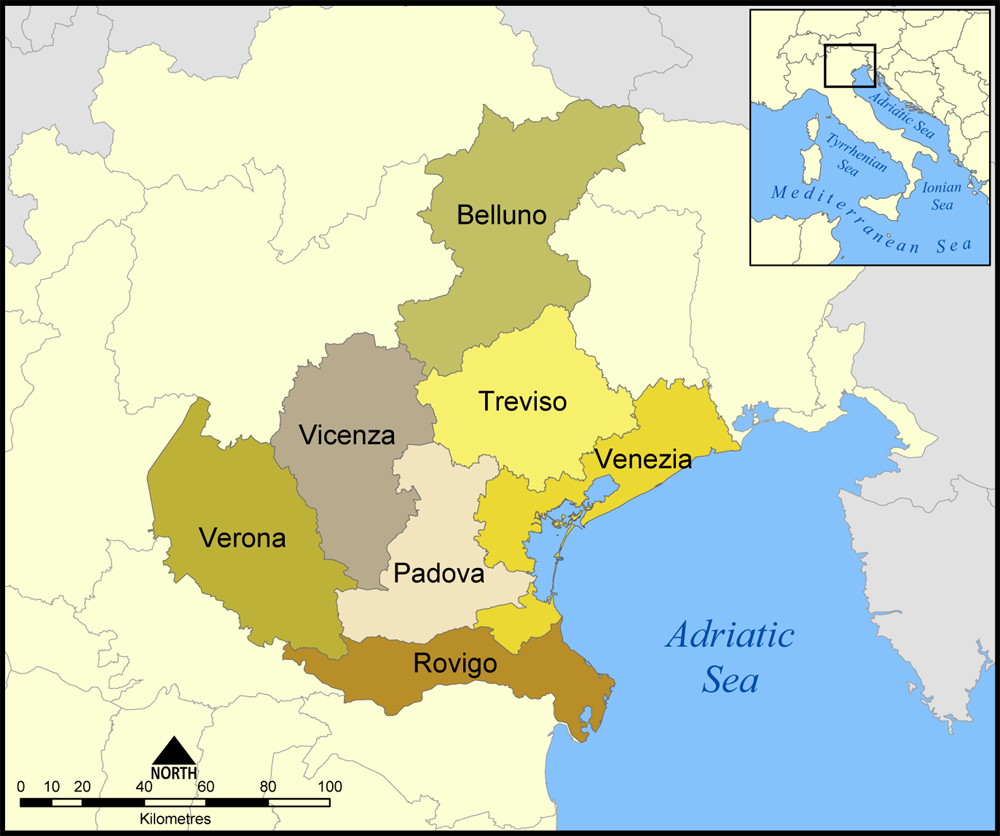
Veneto megyéi

Veneto székhelye Velence. A régió közigazgatásilag 7 megyére oszlik, legnagyobb városai egyben a megyék székhelyei is. Megyéi (provincie) a következők:
- Belluno megye (Provincia di Belluno), közigazgatási székhelye Belluno
- Padova megye (Provincia di Padova), közigazgatási székhelye Padova
- Treviso megye (Provincia di Treviso), közigazgatási székhelye Treviso
- Rovigo megye (Provincia di Rovigo), közigazgatási székhelye Rovigo
- Velence megye (Provincia di Venezia), közigazgatási székhelye Velence
- Verona megye (Provincia di Verona), közigazgatási székhelye Verona
- Vicenza megye (Provincia di Vicenza), közigazgatási székhelye Vicenza

## Népesség
A népesség nyelvi megoszlása:
Fő szócikk: Venetói nyelv
A velencei vagy venetói nyelv nem tévesztendő össze az ókori Itáliában beszélt venét nyelvvel. Saját elnevezése léngua vèneta vagy vèneto. Az indoeurópai nyelvcsalád itáliai ágán az újlatin nyelvek nyugati, közelebbről a galloromán nyelvek gallo-itáliai csoportjába tartozó nyelv, illetve nyelvváltozat. Anyanyelvi használóinak száma Olaszországban valamivel több mint kétmillió. Sokan, még maguk a beszélői is csak az olasz nyelv egyik északi dialektusának tekintik, azonban nyelvészetileg eltér a sztenderd olasztól, és nem is ugyanahhoz az ághoz tartozik, mint az olasz. Több, területileg elkülönülő nyelvjárásra oszlik; fejlődésére feltehetően az ókori (valószínűleg a latinnal közeli rokonságban álló) venét nyelv szubsztrátumának hatása jellemző.
Venetóban beszélnek egy szláv nyelvet is a réziait, ami a szlovén nyelv egy elszigetelt dialektusa ebben a régióban, de igen kevés ember beszéli.

## Gazdaság

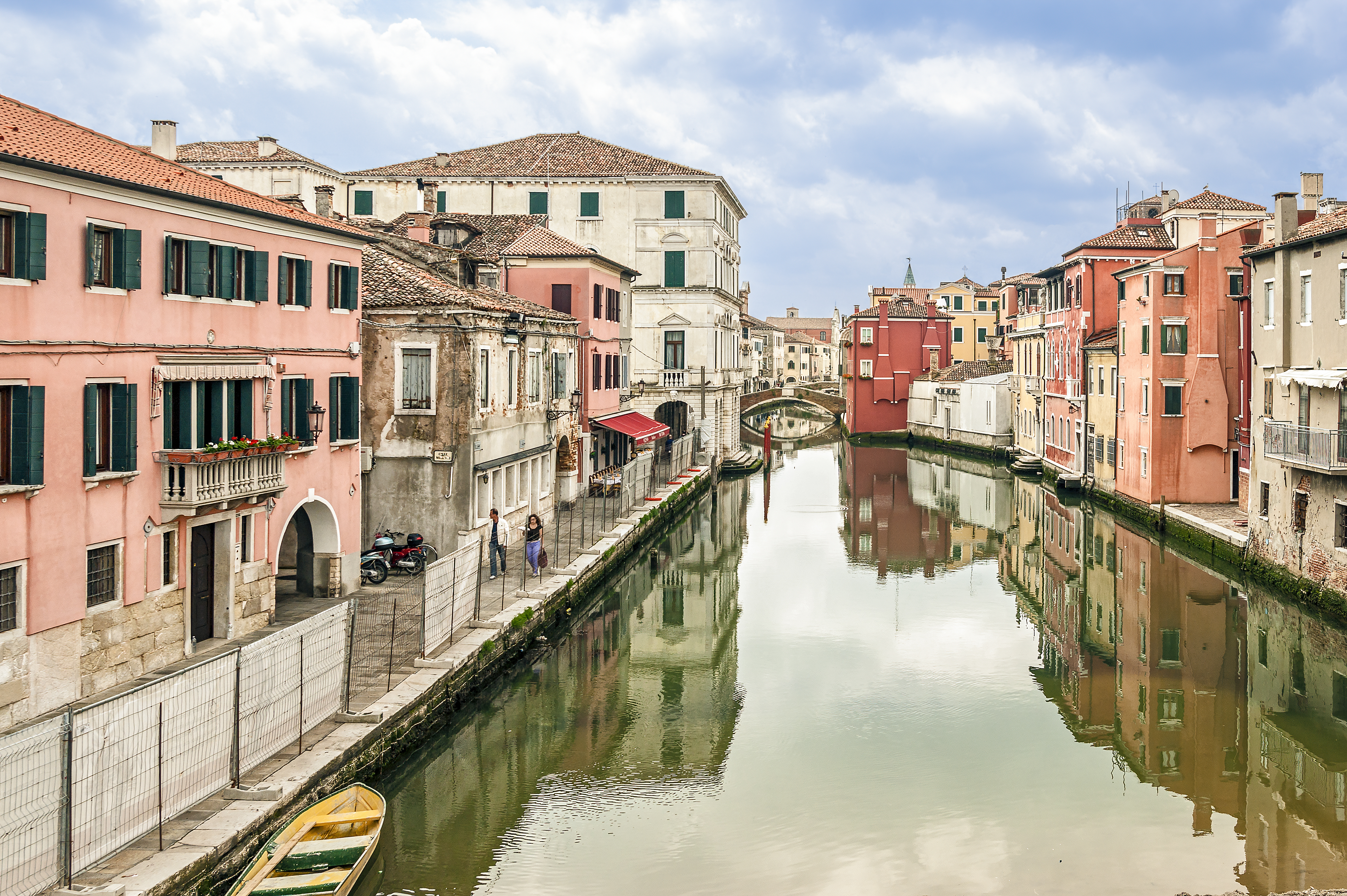
Chioggia, Vena-csatorna

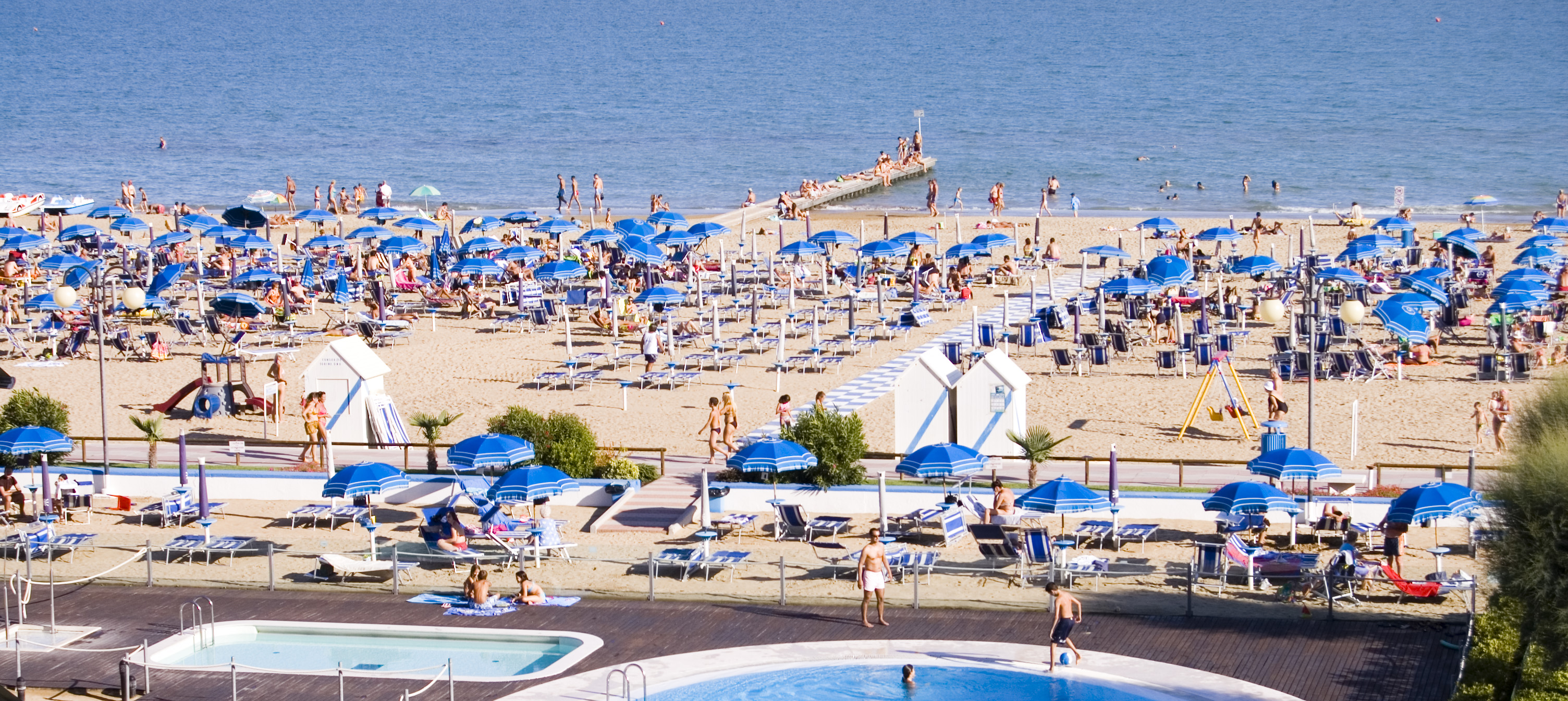
Lido di Jesolo, strand

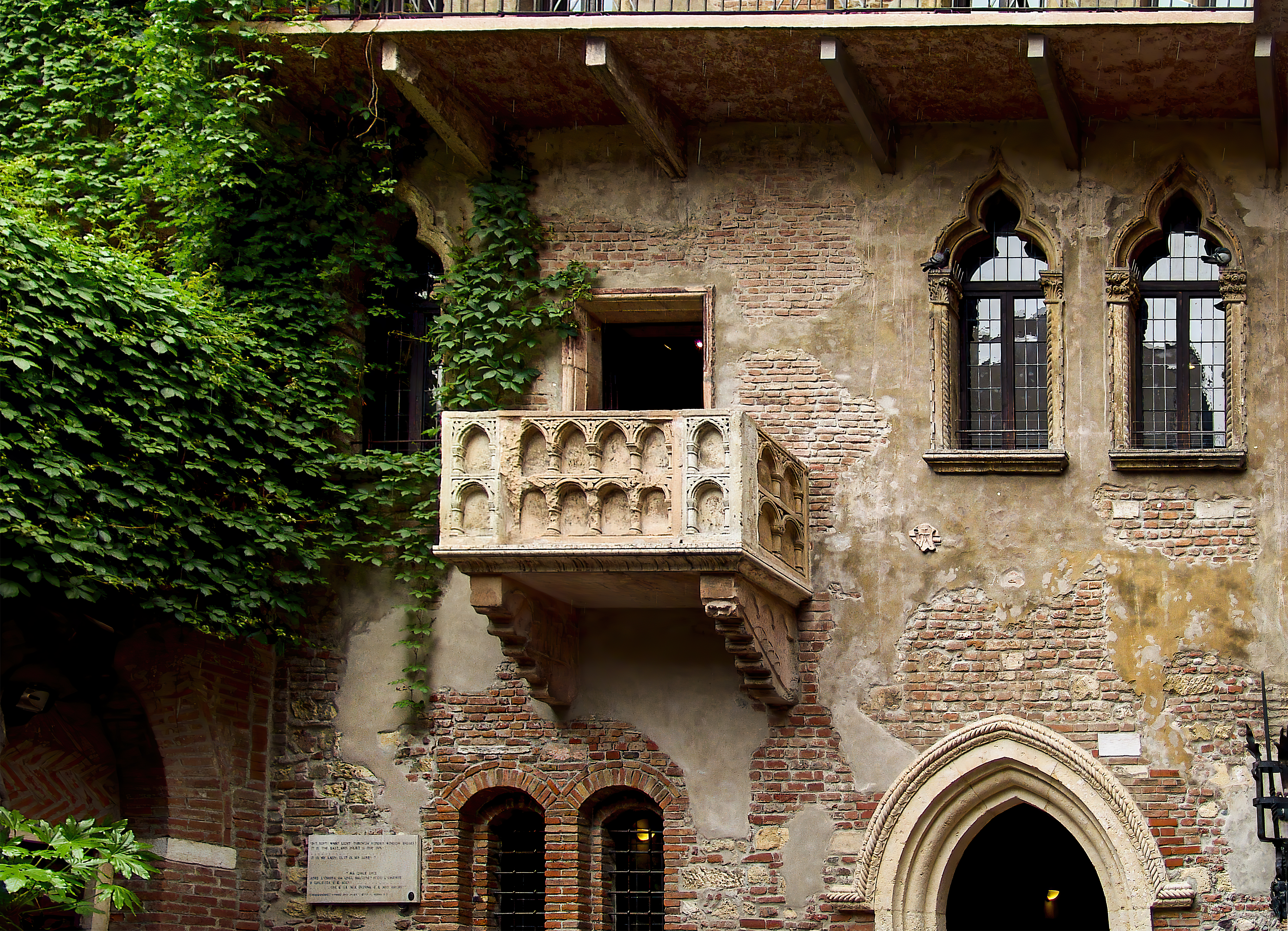
Verona, Júlia erkélye (a turisták számára kijelölve)

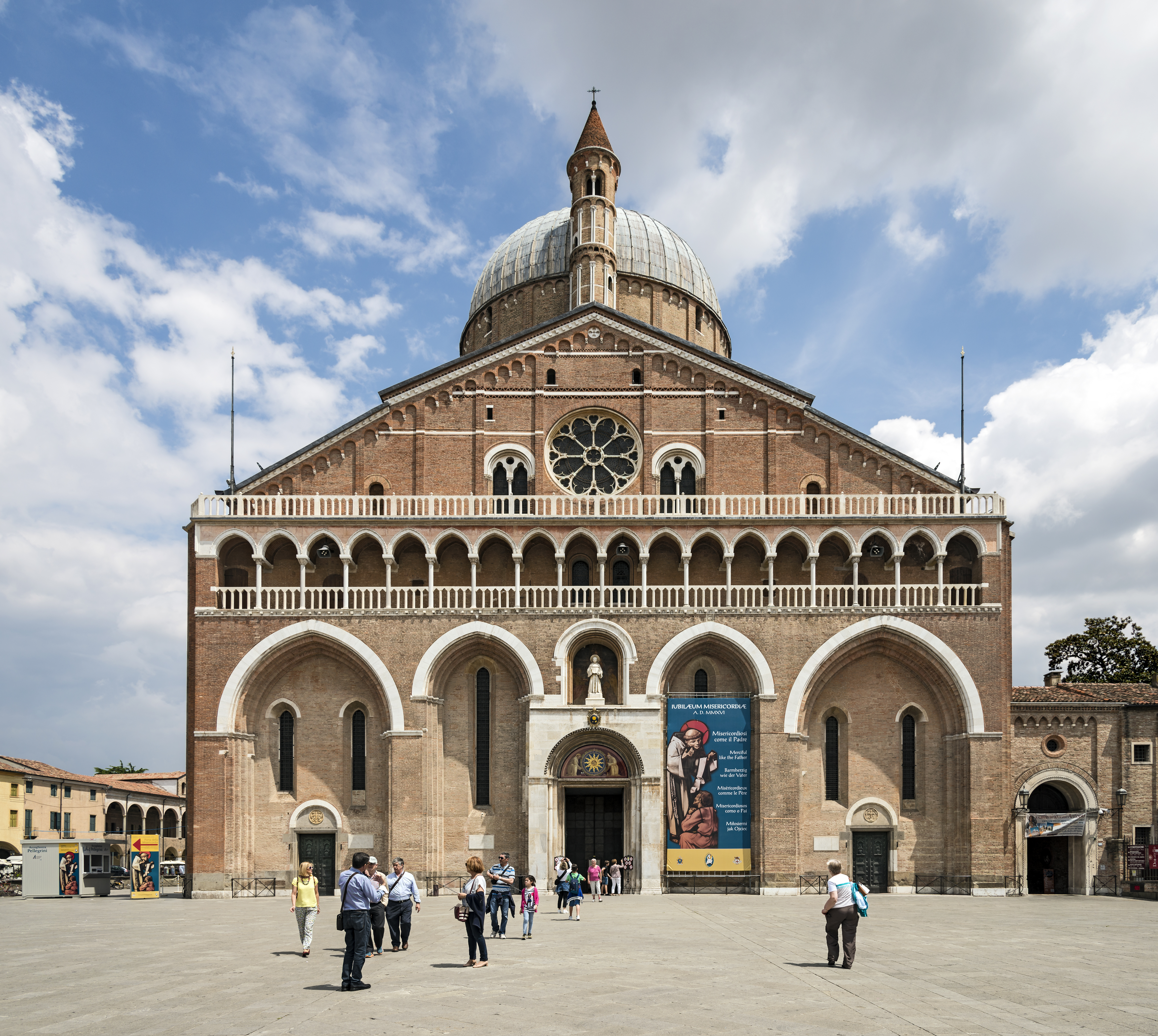
Padova, Szent Antal-bazilika

### Turizmus
Veneto Olaszországban vezető helyen foglal el az idegenforgalomban, a nemzeti idegenforgalmi bevételek 13,5%-át adja. Csak maga Velence kb. 10 millió látogatót fogad egy-egy esztendőben. Az idegenforgalom célterületei a régióban:
Kulturális látnivalók
- a művészet városai: Velence, Verona, Padova, Vicenza, Treviso, Rovigo, Belluno
- fallal körülvett települések: Padova, Peschiera del Garda, Asolo, Bassano del Grappa, Castelfranco Veneto, Cittadella, Montagnana, Este, Marostica, Soave

Tengerparti nyaralóhelyek
- Bibione, Eraclea Mare, Caorle - Porto Santa Margherita - Duna Verde, Cavallino-Treporti, Jesolo Lido/Lido di Jesolo, Lido di Venezia, Chioggia-Sottomarina, Rosolina Mare, Albarella

Tóvidékek
- A Garda-tó keleti partja mentén található üdülőhelyek (Riviera di Garda) Veneto területén belül: Garda, Lazise, Bardolino, Garda, Malcesine, Peschiera del Garda, Torri del Benaco, Brenzone
- Cadore és Agordino tavai (Treviso megye): Alleghei-tó, Auronzói-tó, Pievei-tó (Lago di Centro Cadore), Misurina-tó
- Revine Lago tavai (Laghi di Revine Lago, Treviso megye): Santa Maria-tó és Lago-tó
- Belluno megye tavai: Santa Croce-tó, Arsié-tó, Lago del Mis

Termálfürdők
- Abano Terme, Montegrotto Terme, Battaglia Terme, Galzignano Terme, Teolo, Recoaro Terme, Bibione Thermae, Le Terme di Valgrande, Terme di Caldiero

Sícentrumok
- Recoaro Mille, Tonezza del Cimone, Cortina d’Ampezzo

## Közlekedés
- Veneto vasútállomásainak listája

## Sport

### Sportlétesítmények
- Marcantonio Bentegodi Stadion (Stadio Marcantonio Bentegodi), Verona
- Euganeo Stadion (Stadio Euganeo), Padova
- Romeo Menti Stadion (Stadio Romeo Menti), Vicenza
- Omobono Tenni Stadion (Stadio Omobono Tenni), Treviso
- Pierluigi Penzo Stadion (Stadio Pierluigi Penzo), Velence
- Mario Battaglini Városi Stadion (Stadio Comune Mario Battaglini), Rovigo
- PalaVerde, Treviso

## Híres emberek

### Római katolikus egyház
- XI. Benedek pápa, született Nicholas Boccasini (Treviso, 1240 – Róma, 1304), egyházfő (1303–1304)
- XII. Gergely pápa, született Angelo Correr (Velence - Róma, 1417), egyházfő (1406–1415)
- IV. Jenő pápa, született Gabriele Condulmer (Velence, 1383 – Róma, 1447) pápa (1431–1447)
- II. Pál pápa, született Pietro Barbo (Velence, 1417 - Róma, 1471), egyházfő (1464–1471)
- VIII. Sándor pápa, született Pietro Vito Ottoboni (Velence, 1610 – Róma, 1691), egyházfő (1689–1691)
- XIII. Kelemen pápa, született Carlo della Torre Rezzonico, (Velence, 1693 – Róma, 1769), egyházfő (1758–1769)
- XVI. Gergely pápa, született Bartalomeo Alberto Capellari (Belluno, 1765. szeptember 18. – Róma, 1846. június 1.) egyházfő (1831–1846)
- I. János Pál pápa, született Albino Luciani (Forno di Canale, 1912 - Róma, 1978), egyházfő (1978–1978)
- X. Piusz pápa, született Giuseppe Melchiorre Sarto (Riese, 1835 - Róma, 1914), egyházfő (1903–1914)
- Pietro Bembo (Velence, 1470. május 20. – Róma, 1547. január 18.) velencei patrícius, itáliai bíboros, Gubbio és Bergamo püspöke, író és humanista tudós, III. Pál pápa kardinálisa (1539)
- Marco d'Aviano (Aviano, 1631–1699) kapucinus szerzetes
- Elia Dalla Costa(Villaverla, 1872 - Firenze, 1961) kardinális
- Severino Poletto (Salgareda, 1933) Torinó érseke, kardinális

### Politika
- Publius Clodius Thraseus Paetus (Padova, ? - i. sz. 66) római szenátor, sztoikus filozófus
- Totila (Treviso, 6. század - Taginae, 552) keleti gót király
- Enrico Dandolo (1107 körül-1205) a Velencei Köztársaság negyvenegyedik dózséja, 1192
- Francesco Morosini (Velence, 1618 - Nauplia, 1694) velencei dózse
- Ludovico Manin (1725–1802) az utolsó velencei dózse
- Daniele Manin (Velence, 1804 – Párizs, 1857) patrióta, államférfi

### Tudomány, felfedezések
- Titus Livius (Padova, i. e. 59 körül - i. sz. 17) Róma történetének szerzője
- John Cabot (született Giovanni Caboto, Genova, 1450 körül – 1499 körül) az észak-amerikai kontinens szárazföldi felfedezője (1497)
- Sebastiano Caboto (Velence, 1477 - London, 1577) felfedező, John Cabot fia
- Giovanni Miani (Rovigo, 1810 - Mombutta, 1872) patrióta 1849-ben Velence védelmezője; Afrika-kutató, Kartúm zoológiai múzeumának igazgatója
- Marcantonio Flaminio (Serravalle, 1488–1550) reneszánsz humanista
- Federico Faggin (1941) fizikus, elektromérnök, az egyik első mikroprocesszor, az Intel 4004 és további processzorok tervezője

### Építészet
- Andrea Palladio (Padova, 1508. november 30. – Maser, 1580. augusztus 19.) észak-itáliai építész
- Baldassare Longhena (Velence, 1598 – Velence, 1682) építész és szobrász, korának egyik leghíresebb alkotója

### Képzőművészetek
- Giorgone (1477 körül-1510), született Giorgio Barbarelli da Castelfranco, a velencei reneszánsz mestere
- Tiziano vagy Tiziano Vecellio (1488/1490 között-1576) a velencei reneszánsz iskola mestere
- Tintoretto, valódi nevén Jacopo Robusti, (1518–1594) az itáliai reneszánsz és a velencei iskola egyik legnagyobb festőművésze
- Pietro Longhi (Velence, 1701–1785) festőművész
- Antonio Canova (1757–1822), szobrászművész

### Zene
- Andrea Gabrieli (Velence, 1510 körül – Velence, 1586) reneszánsz zeneszerző és orgonista
- Antonio Vivaldi (1678. március 4., Velence – 1741. július 28., Bécs) az olasz barokk egyik legkiemelkedőbb és legtermékenyebb zeneszerzője, korának nagy hegedűvirtuóza
- Bartolomeo Cristofori, teljes nevén Bartolomeo Cristofori di Francesco (Padova, 1655. május 4. – Firenze, 1731. január 17.) a modern zongora atyja, a Mediciek udvari hangszerkészítője
- Benedetto Marcello (Velence, 1686 - Brescia, 1739) zeneszerző, író, ügyvéd, tanár
- Baldassarre Galuppi (1706–1785) velencei zeneszerző, operáiról vált ismertté.
- Antonio Salieri (Legnano, 1750– Bécs, 1825) zeneszerző, Mozart riválisa
- Giovanni Gabrieli (Velence, 1554–1557 körül – uo., 1612) zeneszerző, a velencei iskola képviselője
- Luigi Nono (Velence, 1924–1990) olasz zeneszerző
- Gian Pietro Bontempi (Vittorio Veneto, 1947), zeneszerző, zongoraművész és író
- Tomaso Giovanni Albinoni (Velence, 1671. június 8. – uo., 1751. január 17.) olasz barokk zeneszerző, hegedűs
- Patty Pravo (Velence, 1948-), énekesnő

### Sport
- Dino Meneghin (1950), kosárlabdázó
- Sara Simeoni (1953), olimpiai aranyérmes műugró (1980)
- Riccardo Patrese (Padova, 1954. április 17. –) olasz autóversenyző, 1977 és 1993 között a Formula–1 versenysorozat pilótája
- Gelindo Bordin (1959), atléta, olimpiai bajnok maratoni futó (1988)
- Roberto Baggio (1967), legendás olasz labdarúgó, 1990-ben a legjobb játékos volt
- Alessandro del Piero (Conegliano, Treviso, 1974), labdarúgó
- Damiano Cunego (Cerro Veronese, 1981), olasz kerékpárversenyző
- Francesca Segat (Vittorio Veneto, Treviso, 1983), úszónő

## Turizmus

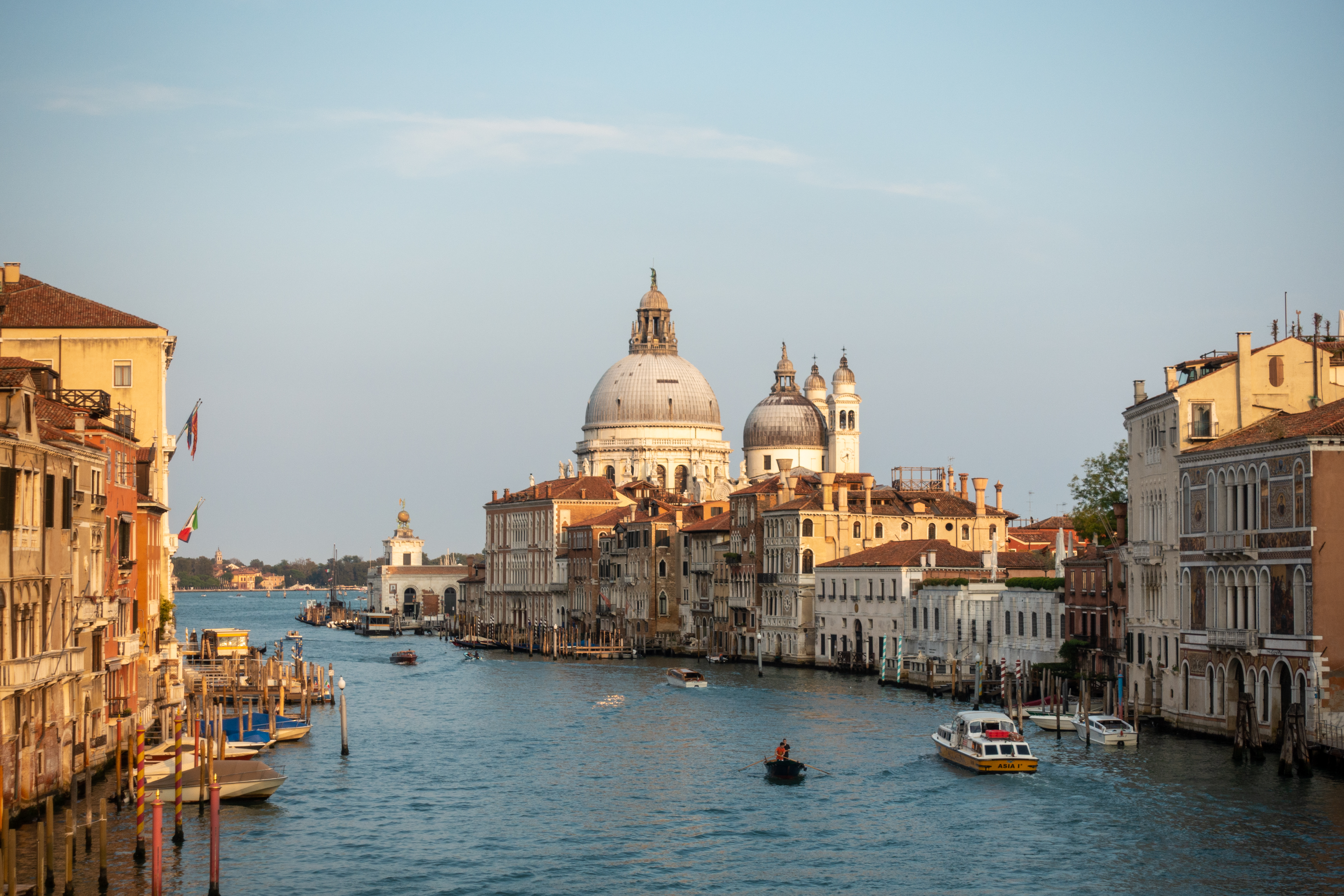
Velence, a székhely
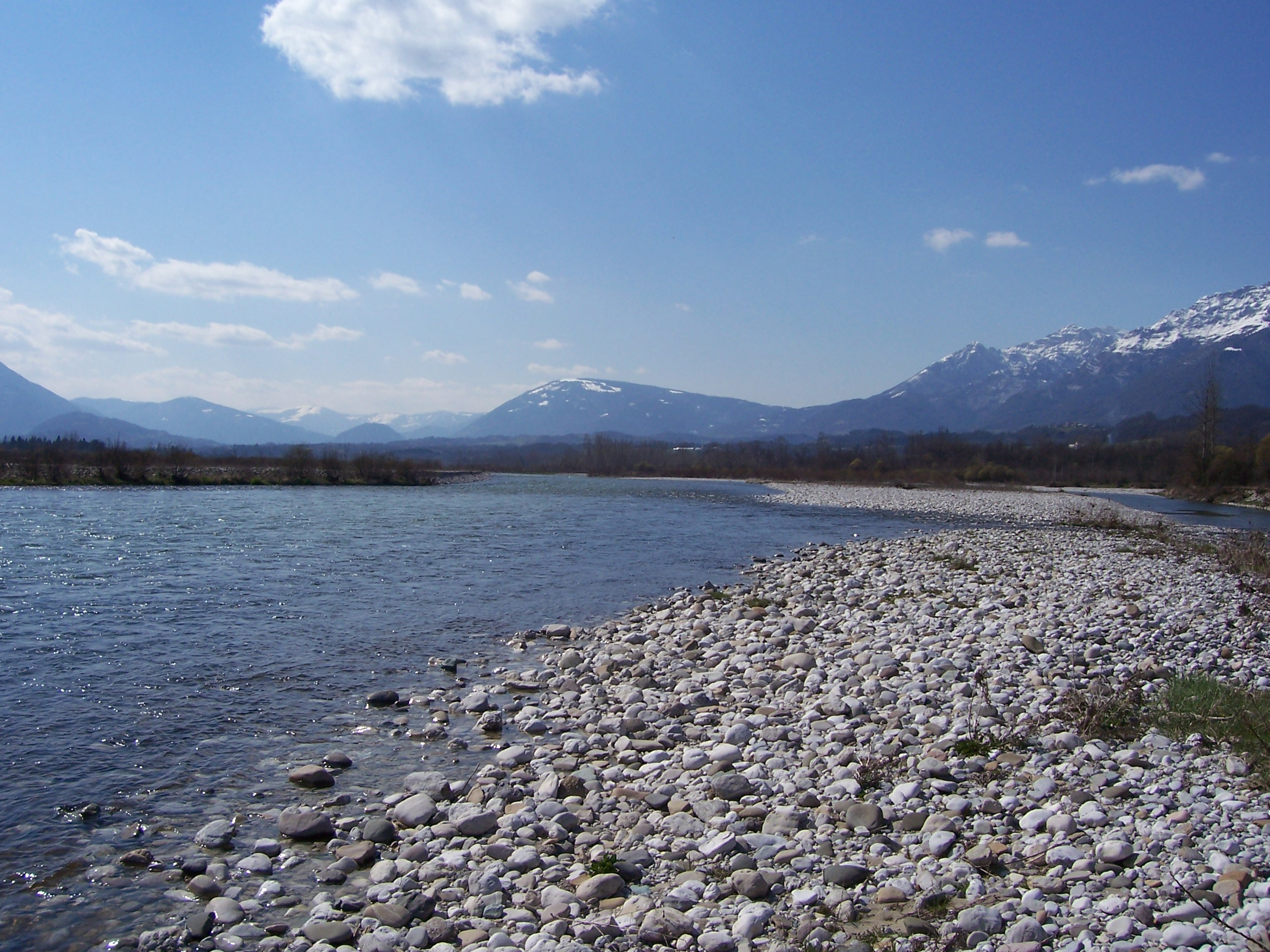
A „haza szent folyójának” is nevezett Piave
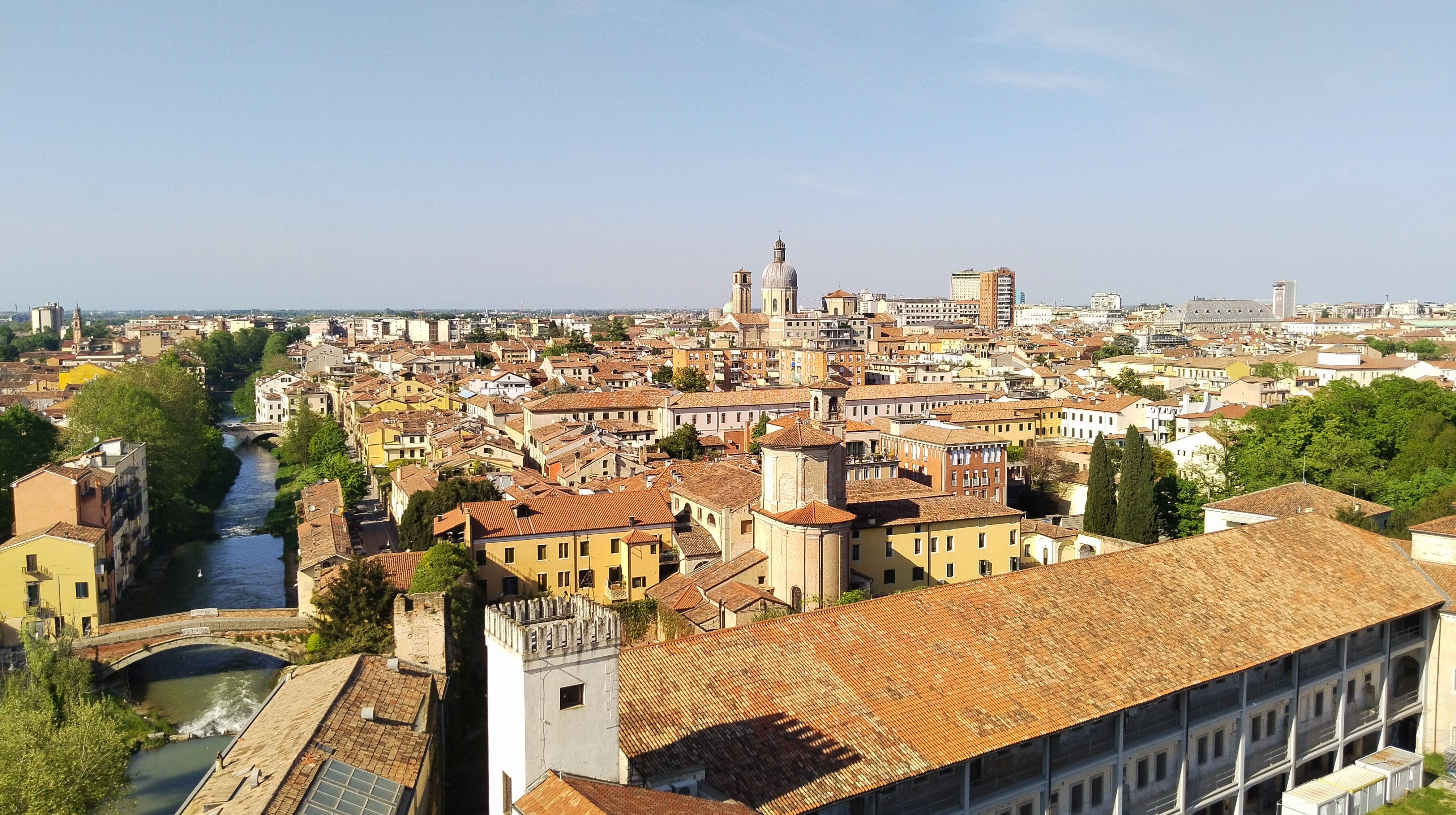
Padova történelmi központja
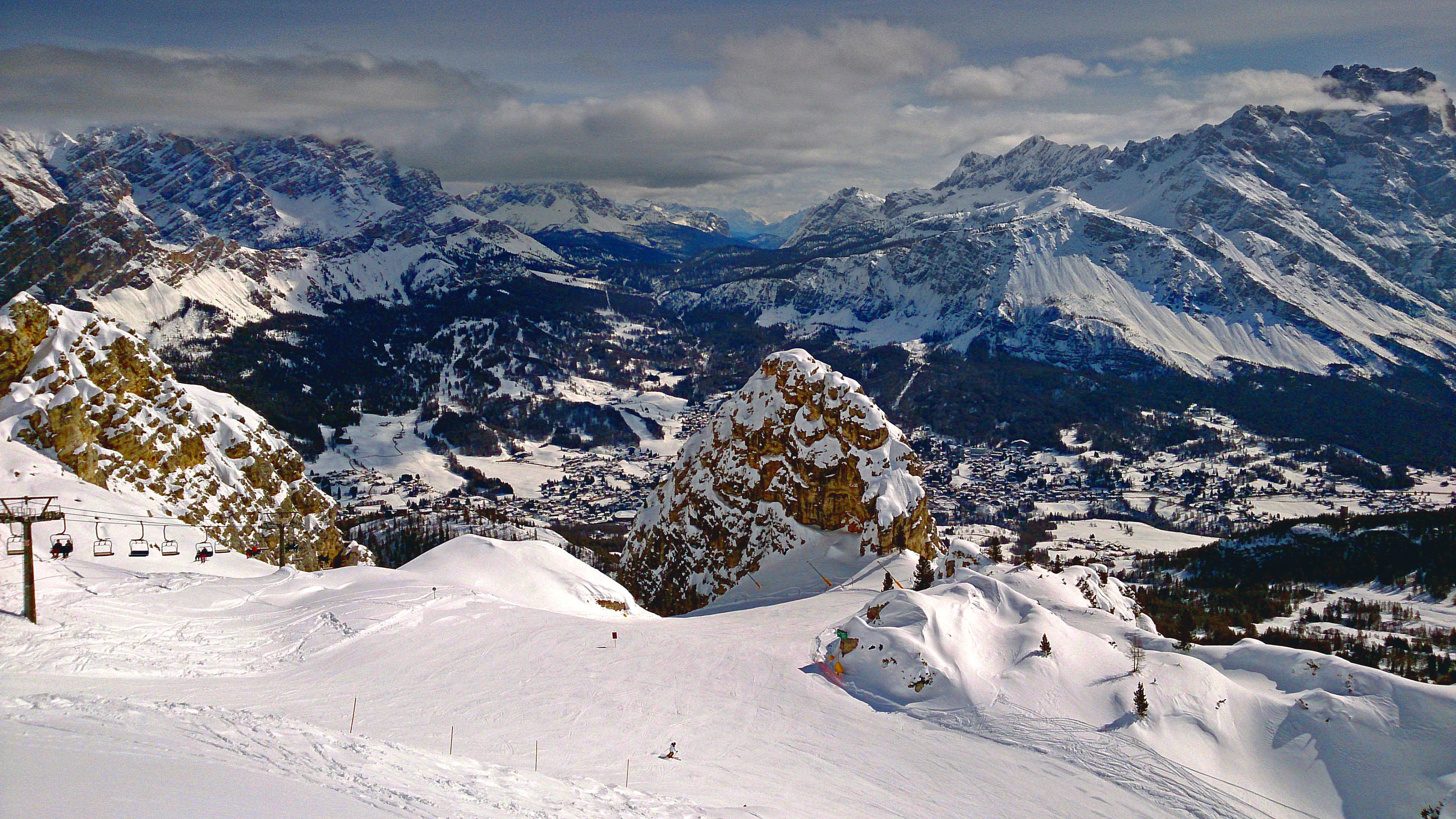
Cortina d'Ampezzo városa népszerű síközpont
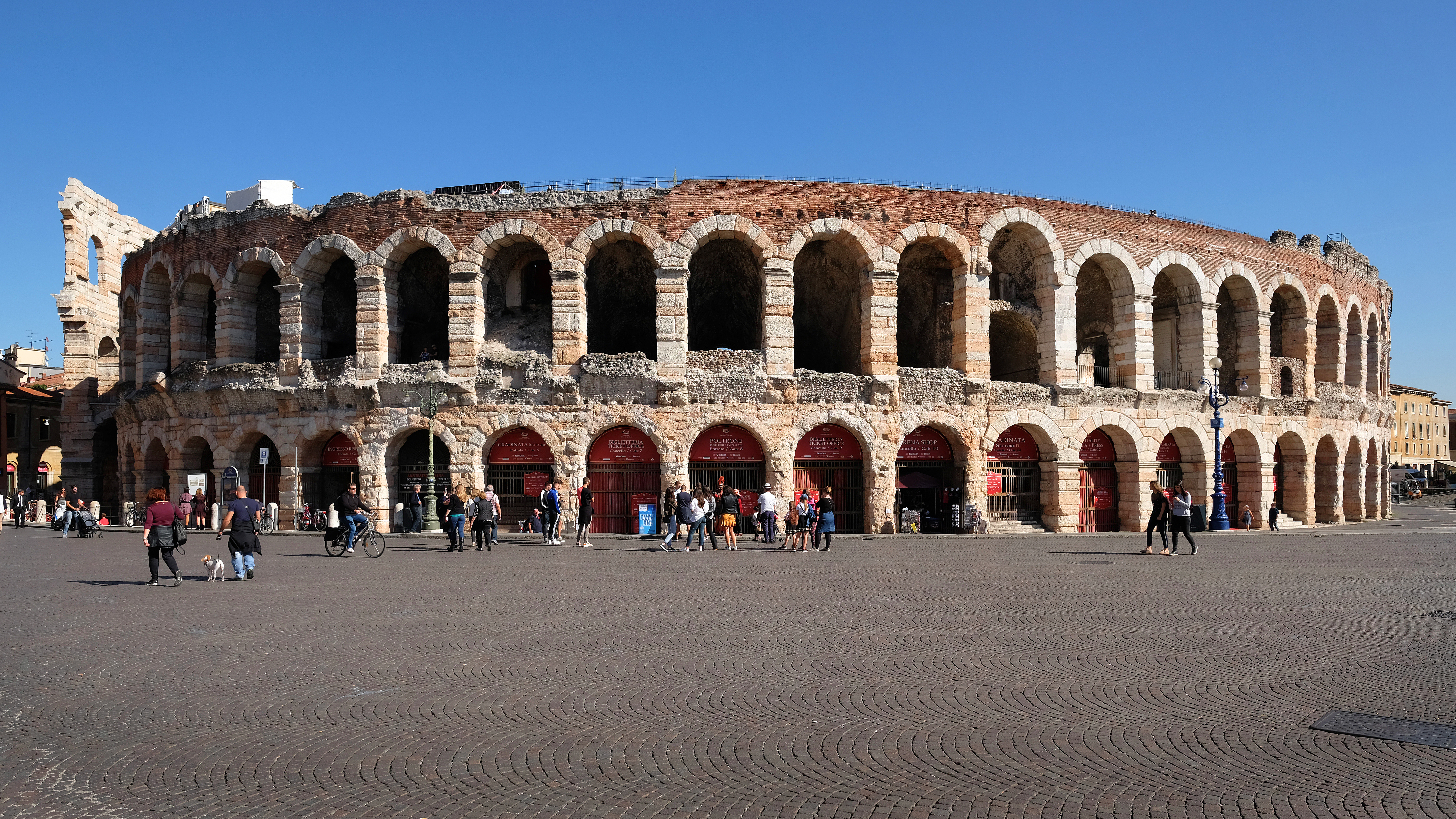
Az amfiteátrum Veronában